# Doris Tangel
Doris Anneliese Tangel (* 1954 in Frankfurt am Main) ist Malerin, Musikerin und Autorin. Sie ist im Raum Frankfurt und Offenbach am Main tätig.

## Biographie
Doris Tangels Eltern stammten aus der Arbeiterklasse. Ihr Vater, Hans Joachim Tangel, (geb. 1922 in der Niederlausitz) war Drucker. Ihre Mutter Sonja Barbara Betty Greiff-Tangel, geb. 1923 in Frankfurt-Niederrad, war Wäscherin und Büglerin und machte später eine Ausbildung zur Krankenpflegerin. Ihr Großvater Philipp Greiff geb. 1887 war überzeugter Kommunist und überlebte das Konzentrationslager Dachau.
Das Malen und Singen war schon vor der Schule ihre "Tätigkeit". Man bestellte schon im Kindergarten Postkarten bei ihr, zu Hochzeiten, Taufen und Geburtstagen und sie trat im Sport- und Faschings-Verein als Sängerin auf. Mit 14 spielte sie in der ersten Beatband ihres Bruders Gert Tangel und ihres Cousins Reiner Weißbecker. Mit 15 malte sie bereits Ölgemälde.
Sie arbeitete nebenbei unter anderem als Taxifahrerin, Küchenhilfe, Briefsortiererin bei der Post, als Putzfrau und am Flughafen.
Nachdem Doris Tangel als Beat- und Rocksängerin mit vielen Bands aufgetreten war, erlebte sie 1984 eine persönliche Krise, bei der ihr manische Depressionen und eine Angststörung diagnostiziert wurde. Sie begann ab 1994, nach überwundener Sucht wieder Lieder zu schreiben und Ölbilder zu malen.
Der Fisch ist eines der bevorzugten Motive in den Bildern der Künstlerin. Doch es sind immer verletzte, verwundete Fische, die durch Riemen, Reifen, Schnallen und metallene Korsette erst wieder heil und ganz werden müssen – und damit viel mit der bewegten Vita von Doris Tangel zu tun haben.
Sie trat als Bluessängerin unter anderem mit folgenden Bands auf:
Frankfurt City Blues Band, mit der sie auch die letzte Deutschland-Tournee von dem Vater des Weißen Blues "Alexis Corner" begleitete
Oktopus
Manfred Häders Andex B
Hot Puls
La Grande Katastrophe

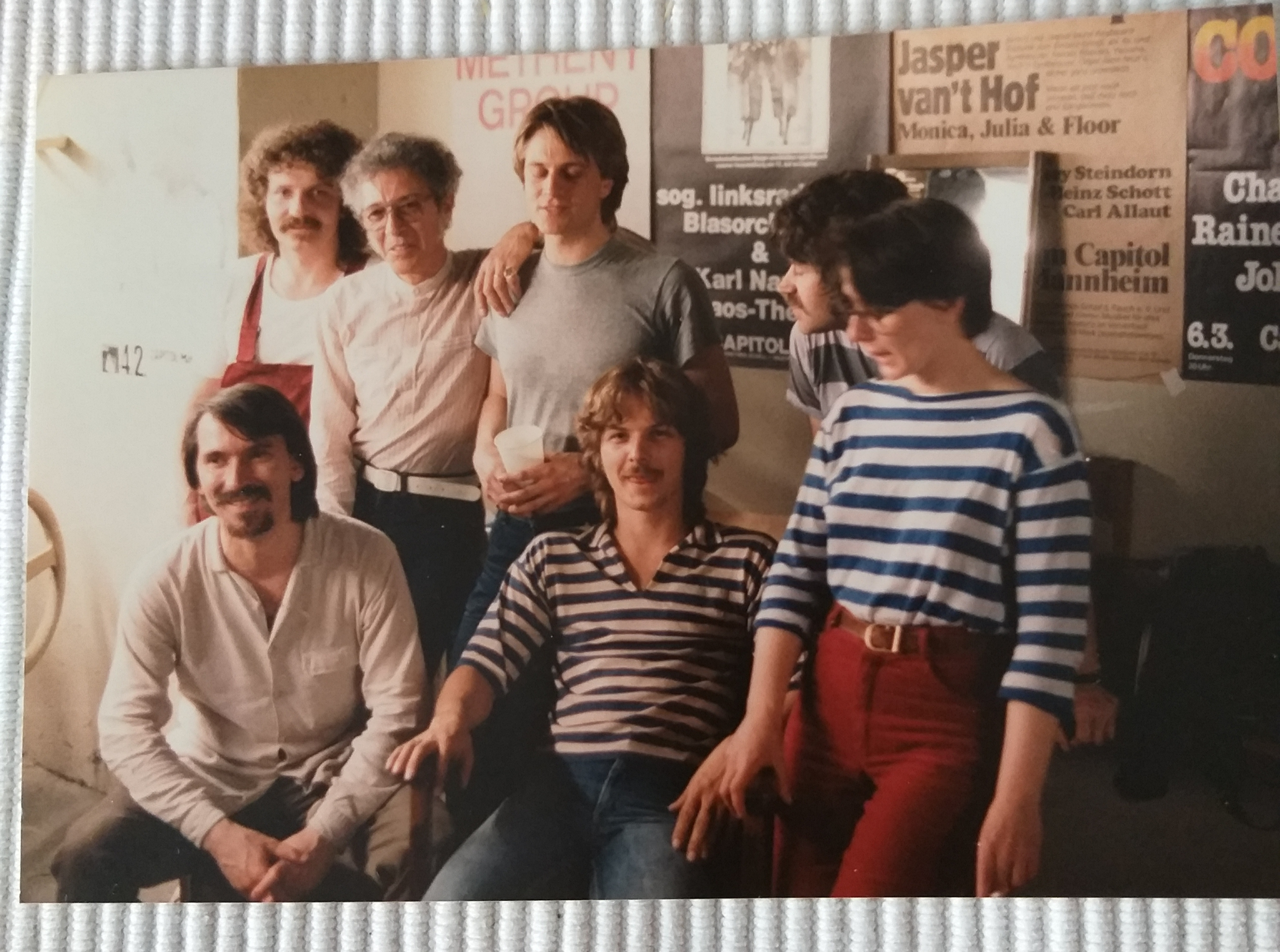
Alexis Corner mit der Frankfurt City Blues Band und Doris Tangel

Als Doris Tangel Band, auf dem Saarbrücker Bluesfestival, dem erste Bluesfestival für Frauen im Blues.

## Publikationen (Auswahl)
- Ich und der Fisch, der Fisch und ich : Schaffe ich einen Nikotinentzug? 2014. ISBN 978-3-7380-0440-3.
- Kriegerin im Labyrinth Teil 1
- Kriegerin im Labyrinth Teil 2: Eine Chronik. Kindle-Ausgabe, 2021. ISBN 979-8-5935-5550-2.
- Teil 1 Mit Karacho in die Obdachlosigkeit
- Teil 2 Mit Karacho wieder raus aus der Obdachlosigkeit. Kindle-Ausgabe, 2023
- Wege nach Schottland
- Sara und der Bärentöter, Teil 1
- Sara und der Bärentöter Teil 2
- Sara und der Bärentöter Teil 3

## Einzelnachweise

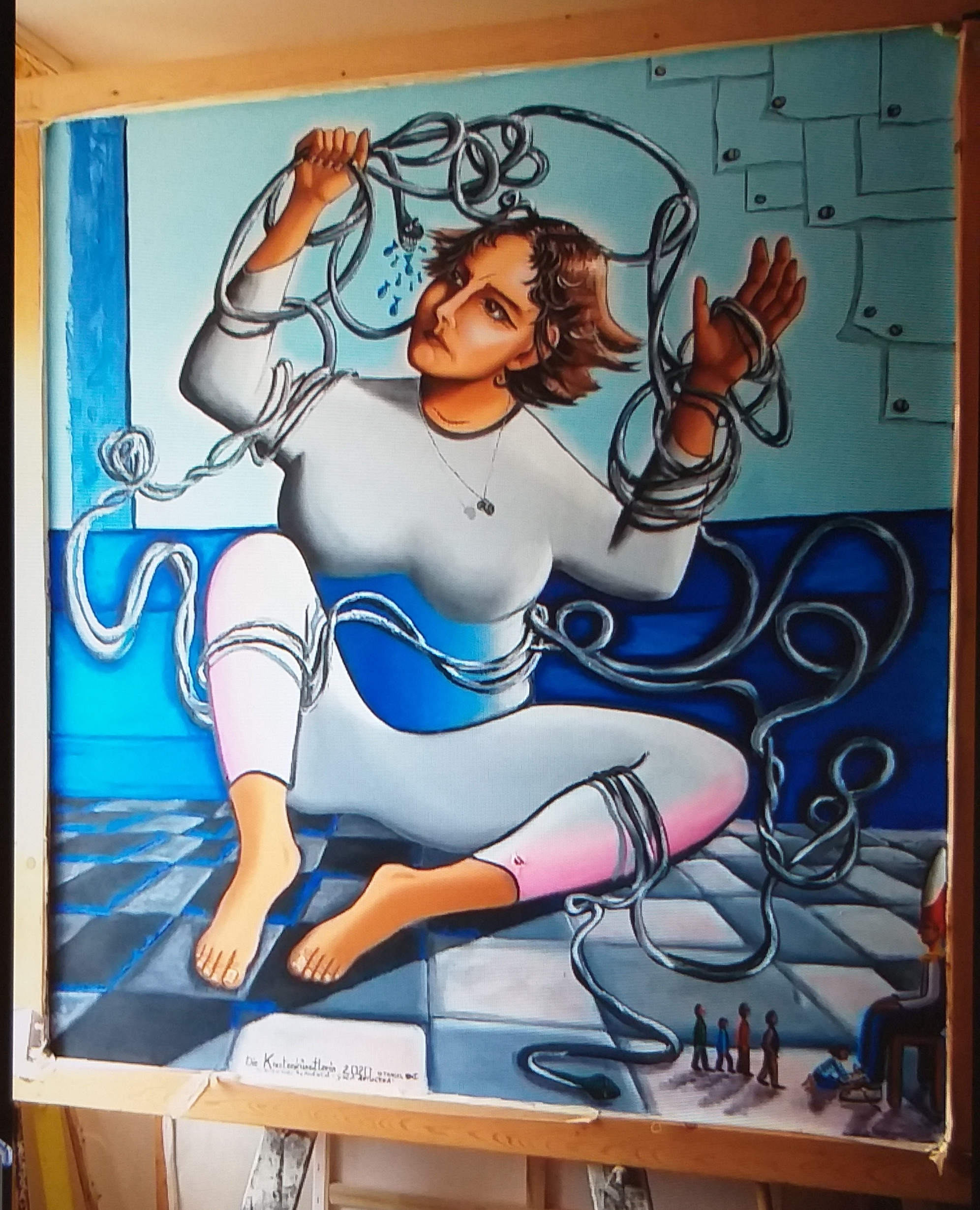
Die Knotenküstlerin